# Боротьба з космополітизмом
Боротьба з космополітизмом — ідеологічна кампанія боротьби з «безродними космополітами» і чергова сталінська чистка в СРСР, яка розпочалась у березні 1948 року.

## Перебіг
При міністерствах і відомствах були запроваджені «суди честі», що мали, відповідно до їхніх статутів, «повести непримиренну боротьбу з низькопоклонством перед західною культурою, ліквідувати недооцінку значення діячів російської науки і культури у розвитку світової цивілізації». Виступаючи з нагоди 30-ї річниці більшовицької революції, 1-й заступник голови РМ СРСР і міністр закордонних справ СРСР В. Молотов закликав засудити всі прояви низькопоклонства перед Заходом (див. Євроатлантична цивілізація) і «буржуазною культурою». У січні 1948 секретар ЦК ВКП(б) Андрій Жданов на нараді діячів рад. музики в ЦК ВКП(б) увів до пропагандистського лексикону термін «безрідний космополіт». Невдовзі цей термін в рад. ідеологічному арсеналі змінив термін «антипатріотизм». Йосип Сталін тлумачив космополітизм передусім як поширення агресивного, спрямованого на глобальну гегемонію американського буржуазного націоналізму, як своєрідний інструмент ідеологічної й культурної експансії США.

## Трактування
Безродний космополіт (рос. безродный космополит) — провідний термін часів кампанії «боротьби з космополітизмом і низькопоклонством перед Заходом» в СРСР між 1948 та 1951 роками.

## Переслідування
Звинувачення в космополітизмі адресувалися головним чином усім інтелектуалам, які контактували із Заходом або зберігали вірність переконанням, близьким до світогляду дореволюційних лібералів-західників (див. Західництво). Але найбільш потенційно вразливими щодо таких звинувачень були представники єврейської національності, оскільки вони мали численних родичів за кордоном, а їхні одноплемінники були достатньо й виразно представлені серед інтелектуальних еліт США і країн Західної Європи.
В епіцентрі нової ідеологічної кампанії спочатку постали театральні критики, серед яких було чимало євреїв. Їхня прозахідна естетика, яку влада змушена була терпіти в перші повоєнні, відносно ліберальні, роки, наприкінці 1948 уже явно не вписувалася в антизахідні ідеологічні рамки періоду «холодної війни». 12-й пленум правління Спілки радянських письменників, що відбувся в грудні 1948, звинуватив групу відомих критиків у ідеологічному шкідництві.
Масова боротьба з космополітизмом розпочалася після публікації редакційної статті в газеті «Правда» 28 січня 1949 під назвою «Об одной антипатриотической группе театральных критиков». Публікації статті передувало засідання оргбюро ЦК ВКП(б) 24 січня 1949, на якому було вирішено розгорнути широку пропагандистську кампанію «проти безрідного космополітизму і антипатріотичних сил». Стаття готувалася за безпосередньою участю Й.Сталіна. «Правда» звинуватила групу театральних критиків у тому, що вони «втратили свою відповідальність перед народом» і є «носіями глибоко відразливого для радянської людини, ворожого їй безрідного космополітизму». Їх було зараховано до категорії антипатріотичних сил, що «руйнували монолітну єдність радянського суспільства». Космополітизм був представлений газетою у трьох різновидах: «ура-космополітизм», «оголтілий космополітизм» і «безрідний космополітизм». Однак надалі в офіційній радянській пропаганді прижився лише останній термін.
Одразу за «Правдою», критику «космополітів» розгорнули «Литературная газета», «Культура и жизнь», «Советское искусство».

## Історичний контекст
Відкрито антисемітську кампанію Сталіна супроводжувалася звільненнями євреїв та їх арештами. Висувались звинувачення у «безрідному космополітизмі» та ворожості до російського народу, радянського патріотизму тощо. Велика група відомих єврейських громадських і культурних діячів були звинувачені у «шпигунстві» та розстріляні (справа радянського «Єврейського антифашистського комітету»).
Паралельно до ідеологічно-пропагандистської кампанії «боротьби проти безрідного космополітизму» велась кримінальна «справа лікарів», що супроводжувалась арештами провідних лікарів 4-го («Кремлівського») лікувально-санітарного управління Мінздору СРСР, багато з яких були євреями.
Зі смертю Сталіна у березні 1953 року ці кампанії були швидко згорнуті, практично всі заарештовані були звільнені.
Офіційно ці події радянською владою та її правонаступниками ніколи не були визнані, аби запобігти звинуваченням у державному антисемітизмі.

## Поява ідеологічного терміна «космополітизм»
У другій половині 1940-х років почали з'являтись заяви про «небезпеку космополітизму». Ще 1944 року, на нараді істориків в ЦК ВКП (б), письменник Хорен Аджемян, критикуючи працівника «Агітпропу» Е. Н. Городецького вжив вислів «вада, ім'я якої — космополітичний інтернаціоналізм» та оголосив, що його опонент — «виразник космополітизму, у якого почуття патріотизму, національної гордості атрофовані».
Відразу ж, після тосту Сталіна це було розгорнуто в статті Отто Куусинена «Про патріотизм» (стаття опублікована під псевдонімом Н. Балтійський в № 1 журналу «Новий час», липень 1945 року). Згідно з Куусіненом, космополітизм, на відміну від патріотизму, органічно протипоказаний трудящим, комуністичного руху. Він властивий представникам міжнародних банкірів і картелів, найбільшим біржовим спекулянтам — всім, хто орудує згідно з латинським прислів'ям «ubi bene, ibi patria» (де добре, там і батьківщина).
У січні 1948 року було вперше вжито сумно відомий вираз «безрідний космополіт». Він з'явився в виступі А. А. Жданова на нараді діячів радянської музики в ЦК КПРС. Жданов заявив буквально наступне: «Інтернаціоналізм народжується там, де розквітає національне мистецтво. Забути цю істину означає… втратити своє обличчя, стати безрідним космополітом».
У березні того ж року інший ідеологічний керівник, Г. Ф. Александров, опублікував в часописі «Питання філософії» установчу статтю «Космополітизм — ідеологія імперіалістичної буржуазії», в якій оголосив космополітами Мілюкова, Бухаріна, Троцького, лівих есерів і лівих комуністів, також власовців і всіх, хто перейшли на бік німців — таким чином термін набув особливо зловісного відтінку, стаючи синонімом виразів «зрадник Батьківщини», «контрреволюціонер» і «ворог народу».

## Пошуки «російських пріоритетів»
В ході політичної кампанії «боротьби з низькопреклонством перед Заходом» велась окрема робота в пошуках російських пріоритетів в історії науки та техніки.
Наприклад, піонером повітроплавання (замість визнаних в західному світі Монгольф'є) помилково був визнаний якийсь піддячий Крякутний. До виявлення фальсифікації першоджерела, в якому стверджувалося, що росіянин Крякутний побудував повітряну кулю ще 1731 року (за 50 років до польоту братів Монгольф'є), Крякутного в радянській історіографії було визнано першою у світі людиною, яка піднялась в повітря на повітряній кулі.
Також окремими особами видавались фальсифікації, спрямовані на перебільшення ролі А. Ф. Можайського в створенні літака як літального апарата. Цей міф широко тиражувався за підтримки державних структур в книгах, журналах, кіно.
Іншим «пріоритетом», було твердження про винахід велосипеда уральським селянином Артамоновим (близько 1800 року). Відомості про Артамонова, що виникли наприкінці XIX століття, були використані як докази російського пріоритету в цьому винаході. За твердженням дослідників даного питання, відомості не піддавалися суворій науковій перевірці і, більш того, було допущено спотворення «фактів» в біографії Артамонова.
На думку члена-кореспондента РАН В. П. Козлова, «дуті національні пріоритети» стали на рубежі 1940—1950-х років «одним із стовпів політики та ідеології сталінізму». Такий підхід позначався і на наукових роботах. Посилання на праці сучасних закордонних авторів, розцінювалися як недопустимий прояв «низькопреклонства», також засуджувалося прагнення науковців друкуватися в іноземних журналах. Майже половина провідних наукових журналів світу, включаючи такі, як Science і Nature, була вилучена з вільного доступу.
В 1946 році, прагнення оголосити російським/радянським винаходом багато технічних засобів стало поживою для анекдотів про «Росію — батьківщину слонів».

## Кампанія в Україні
В Україні з критикою виступили «Більшовик України», «Дніпро», «Вітчизна», «Радянська Україна», «Радянське мистецтво», «Вільна Україна» та ін. видання. Спрямування цієї критики визначив XVI з'їзд КП(б)У (січень 1949). У доповіді Микити Хрущова космополітизм критикувався як такий, що ігнорує багатонаціональні прояви єдиної за своїм змістом радянської культури. У резолюції з'їзду прозвучала вимога посилити боротьбу з пережитками безрідного космополітизму і низькопоклонства перед «гнилою культурою» буржуазного Заходу. У лютому 1949 року пройшов пленум Спілки радянських письменників України під девізом: «До кінця розгромити космополітів-антипатріотів». Пошуки «космополітів» і їх критика були поширені на всі культурні центри республіки та на всі сфери літературно-художньої творчості. У Києві центрами космополітизму були оголошені Українське театральне товариство і Київська консерваторія (нині Національна музична академія України імені П. І. Чайковського). Під вогонь критики в Україні потрапили А. Гозенпуд, Я. Гордон, І. Стебун, Л. Санов-Смульсон, Є. Адельгейм, Є. Мартич (Фінкельштейн), А. Кацнельсон, М. Штейн, Л. Лівшиць, Л. Юхвід та ін.
Найбільш поширеними репресивними заходами щодо космополітів були моральні утиски, критика, звільнення з роботи, виключення з комуністичної партії, заборона друкуватися. Разом з тим, боротьба з космополітизмом стала прелюдією широкомасштабного наступу на «єврейських буржуазних націоналістів». До кінця правління Й.Сталіна кілька десятків людей були страчені у справі Єврейського антифашистського комітету (див. Єврейський антифашистський комітет) і деяких ін. справах, сотні — відправлені в табори, тисячі — позбавлені роботи.

## Згортання кампанії
Отримавши бажаний для себе результат, зокрема справивши сильний психологічний вплив на радянське єврейство, яке займало важливі позиції у сфері літератури, мистецтва, науки й освіти, влада почала згортати антикосмополітичну кампанію в пресі та ін. засобах масової інформації. З газет і радіо були зняті надмірно крикливі та войовничі публікації і передачі. У наступні роки атаки на «буржуазний космополітизм» як знаряддя американської ідеологічної експансії час від часу відновлювалися, але вже не мали такого розмаху, як на початку 1949 року. 28 жовтня 1951 року у «Правді» з'явилася ред. стаття «Проти рецидивів антипатріотичних поглядів у літературній критиці», в якій містилися нові звинувачення на адресу деяких критиків. Останній сплеск кампанії спостерігався на поч. 1953 року, у період розслідування «справи лікарів». Після смерті Й. Сталіна кампанія була згорнута.